# Louis-Philippe-Marie de Courtivron
Louis-Philippe-Marie Le Compasseur de Créqui-Montfort, marquis de Courtivron (31 mai 1781, Paris - 3 janvier 1865, château de Bussy-la-Pesle), est un homme politique français.

## Biographie
D'une famille de Bourgogne de noblesse parlementaire (anoblissement 1620) et apparentée aux Clermont-Tonnerre, il est le fils du marquis Antoine Le Compasseur de Courtivron (1753-1832), maire de Dijon de 1821 à 1829, et de Christine de Clermont-Tonnerre, ainsi le petit-fils du marquis Gaspard Le Compasseur de Créqui-Montfort de Courtivron et le neveu de Stanislas de Clermont-Tonnerre.
Il entra dans les chevau-légers de la Garde du roi avec brevet de chef d'escadron en 1814. Il est l'aide de camp du général-duc de Damas jusqu'en 1821.
Il devint auditeur au conseil d'État et attaché d'ambassade en Espagne en 1823. Il est fait chevalier de l'ordre de Charles III d'Espagne.
Maire de Bussy-la-Pesle, il est élu député de la Côte-d'Or le 2 août 1824. Il vota pendant toute la législature avec les royalistes, sans approuver constamment la politique de Villèle.
Il succéda à son père comme maire de Dijon par ordonnance royale du 27 mars 1830. Il donna sa démission le 12 août suivant.
Il est l'arrière grand-père de Georges de Créqui-Montfort.

## Distinctions
- Chevalier de l'ordre de Charles III

## Sources
- « Louis-Philippe-Marie de Courtivron », dans Adolphe Robert et Gaston Cougny, Dictionnaire des parlementaires français, Edgar Bourloton, 1889-1891 [détail de l’édition]